# Ça va passer... Mais quand ?
Ça va passer... Mais quand ? est un téléfilm français réalisé par Stéphane Kappes et diffusé pour la première fois en 2014 sur France 2.

## Synopsis
La vie de Sophie et Patrick va changer avec la perspective d'un déménagement à la prochaine rentrée scolaire. Une situation qui ne va pas laisser indifférente leur fille Paola, en pleine crise d'adolescence. Et un jour Paola fait une fugue... Sophie et Patrick réussiront-ils à arrêter la crise de Paola ?

## Fiche technique
- Réalisation : Stéphane Kappes
- Scénario : Céline Guyot et Martin Guyot
- Production : Paul Saadoun
- Musique : Xavier Berthelot
- Chef décorateur : Denis Bourgier
- Costumes : Mélanie Gautier
- Premier assistant réalisateur : Philippe Grimal
- Sociétés de production : Seconde Vague Productions, France télévision
- Dates de diffusion :
  - Belgique : 27 avril 2014 sur la RTBF
  - France : 14 mai 2014 sur France 2

## Distribution
- Stéphane Freiss : Patrick
- Julie Gayet : Sophie
- Mélusine Mayance : Paola
- Manu Libert : Juju
- Thomas Jouannet : Thomas
- Anne Decis : Sylvia
- Pascal Elso : André Laubier
- Anne-Lise Kedvès : Suzanne Laubier
- Marie-Christine Adam : Jeanne
- Henri Guybet : Michel
- François Cottrelle : Agostini
- David Faure : Pr Dubois
- Jacques Germain : Dr Baroual
- Laurence Cormerais : Isabelle
- Fabien Baïardi : Laurent